# Hotel Quirinale
L’Albergo Quirinale fu edificato a Roma in concomitanza dell’urbanizzazione della città all’inizio dell’era sabauda, nell’area che vedeva la nascita di via Nazionale, piazza Esedra e la stazione Termini. 

## Storia
Sin dal 1867 la famiglia Guerrini, aveva iniziato a far costruire,  su disegno attribuito all’ingegnere Giuseppe Partini, un grande edificio di cinque piani, prospiciente la nuova via Nazionale che cedette poco dopo all’imprenditore Domenico Costanzi che in previsione del forte sviluppo di cui avrebbe potuto godere l’intero nuovo quartiere, con il sostegno di Francesco Saverio de Mérode, che aveva acquistato con fine speculativo vaste aree nei dintorni tra cui il villino Strozzi, realizzò un nuovo grande teatro lirico a cui annettere un albergo, collegati tra di essi da un passaggio sotterraneo. 

L’hotel che prese il nome dal vicino colle del Quirinale, anche se sorgeva nell’area del Viminale, venne inaugurato nel 1874 ed era il primo albergo della città dell’era sabauda, destinato ad ospitare una clientela d’elite in visita alla città in via di rapida espansione.  Nel 1894 l'Hotel, a causa delle gravi difficoltà economiche del Costanzi, fu venduto per due milioni di lire all’imprenditore alberghiero svizzero  Franz Josef Bucher (la cui compagnia lo tenne in gestione fino al 1925), che lo fece rinnovare sul finire del XIX secolo da Ciriaco Baschieri Salvadori, facendolo diventare uno dei più prestigiosi della città. 
L’albergo ebbe subito un grande successo vedendo come suoi ospiti molti artisti che si esibivano nell'adiacente Teatro Costanzi, tra questi Giuseppe Verdi che vi soggiornò per la prima romana del Fallstaff, Toscanini per il debutto della  Carmen, Mascagni, Puccini oltre ad altre personalità come D'Annunzio e la Duse.
Sul finire della seconda guerra mondiale, divenne quartier generale delle truppe neozelandesi e australiane. 
L'albergo è nella lista dei Locali storici d'Italia.